# Брдице при Неблем
Брдице при Неблем (словен. Brdice pri Neblem, итал. San Lorenzo di Brizza) је насељено место у општини Брда, Горишка регија, Словенија.

## Историја
До територијалне реорганизације у Словенији биле су у саставу старе општине Нова Горица.

## Становништво
У попису становништва из 2011. године, Брдице при Неблем имале су 46 становника.
| Број становника према пописима | Број становника према пописима | Број становника према пописима |
| ------------------------------ | ------------------------------ | ------------------------------ |
| 1991                           | 2002                           | 2011                           |
| 46                             | 51                             | 46                             |